# О-эсики
О-эсики (яп. お会式) — буддийский праздник в Японии, отмечаемый 13 октября. Это день памяти основателя японской национальной буддийской школы Нитирэн-сю, Нитирэна Дайсёнина. Нитирэн окончил свои дни в Токио 13 октября 1282 года.

## Празднование
Храмовые службы, посвящённые празднику, начинаются 11 октября и достигают кульминации 13 октября.
Последователям Нитирэн-сю в этот день рекомендуется совершать буддийские практики, в том числе речитацию Даймоку (мантру школы) и Гонгё (2 и 16 главы Лотосовой сутры). Этот праздник не носит траурного характера, потому что, уходя, Нитирэн продемонстрировал силу и вечность учения Будды, что является поводом для радости. В школе Нитирэн-сёсю этот праздник является самым главным.
Наиболее пышный и всенародно известный фестиваль проходит в храме Икэгами Хоммон-дзи в Токио 12 (в канун годовщины) и 13 октября, так как именно здесь Нитирэн нашёл своё последнее пристанище.
В старину паломники и посетители совершали всенощное бдение с многократным обходом храма в ночь с 12 на 13 октября до рассвета. В наше время шествие проходит с 19:00 до 24:00 12 октября. В нём демонстрируются мандо и матои (штандарты пожарников эпохи Эдо) в сопровождении барабанов и флейт. Шествие собирает сотни тысяч зрителей.
Мандо — конструкции из больших фонарей, организованных зонтиками или гроздьями. Они достигают 5 метров в высоту. В старину они были более похожи на подсвечники, но в наше время их структура стремится напомнить о форме пятиэтажной пагоды. На стенках конструкции располагается Даймоку или иллюстрации из жизни Нитирэна. На вершине мандо располагаются бумажные цветы вишни.
На алтарь в этот праздник возлагаются ветки вечнозелёных хвойных растений, как принято в школе Нитирэн-сю, и как отличительный знак данного праздника также бумажные цветы вишни. По преданию, в день ухода Нитирэна по всей стране расцвела вишня, несмотря на осенний сезон.

## Историческая основа
Осенью 1282 года Нитирэн в сопровождении учеников направился из своей резиденции на горе Минобу к горячим источникам провинции Хитати для поправки здоровья. По пути он почувствовал себя плохо и остановился в пределах современного Токио в резиденции Икэгами Мунэнаги, директора строительства при правительстве Японии эпохи Камакура. Нитирэн умер 13 октября 1282 года в 8:00 в окружении учеников, на 61 году жизни. На месте его смерти был воздвигнут монастырь Икэгами Хоммон-дзи.